# Uremia
L'uremia è lo stadio terminale dell'insufficienza renale. Il nome deriva dall'accumulo nel sangue di sostanze azotate, in particolare di urea, a causa dell'incapacità da parte dei reni di eliminarle.

## Eziologia
Secondo la vecchia teoria di Frerichs, la sintomatologia uremica sarebbe dovuta a un'intossicazione sistemica causata dall'aumento dei livelli circolanti di urea, la quale, in una reazione catalizzata da enzimi, viene convertita in carbonato d'ammonio.
In realtà l'urea, pur essendo effettivamente neurotossica, non è l'unica responsabile del complesso sintomatologico dell'uremia, che è dovuto anche ad altri fattori, originati dal venir meno della funzionalità dei reni. Il rene infatti è un organo non solo preposto all'escrezione di cataboliti, ma interviene anche in numerosi processi fra i quali l'equilibrio idro-elettrolitico, la regolazione della pressione arteriosa, la produzione di sostanze che regolano la produzione di globuli rossi (eritropoietina) e il metabolismo fosfo-calcico.

## Diagnosi
La valutazione della funzione renale si ottiene con il dosaggio della creatinina nel sangue (i valori di riferimento, che mediamente si attestano tra 0,5 e 1,1 mg/dL, variano in funzione di età, sesso, condizioni cliniche particolari e fattori legati alle metodiche di laboratorio) e della clearance della creatinina o del calcolo della velocità di filtrazione glomerulare ottenuto con particolari formule a partire dal valore plasmatico della creatinina. Si parla di uremia quando la velocità di filtrazione glomerulare (VFG) scende sotto i 15 mL/min (vedi insufficienza renale).

## Presentazione clinica
Una perdita graduale e lenta della funzione renale è meglio tollerata di una perdita rapida. Pertanto i segni e sintomi dell'uremia possono evidenziarsi a diversi livelli di insufficienza renale, secondo le modalità con cui essa progredisce.
Segni più frequenti sono:
- astenia
- dimagrimento e vomito (fino alla cachessia)
- pallore (dovuto non solo all'anemia, ma anche all'accumulo di tossine)
- alito maleodorante (con odore urinoso, detto fetor uremicus)
- brina uremica
- alterazioni neurologiche (neuropatia uremica).

Naturalmente possono essere in varia misura presenti i segni delle alterazioni idro-elettolitiche tipiche dell'uremia:
- iperkaliemia (astenia marcata e danni cardiaci)
- ipocalcemia e iperfosforemia e conseguente danni ossei e fratture patologiche
- ritenzione idrica con conseguente edema periferico e nei casi più gravi edema polmonare
- tamponamento cardiaco (pericardite uremica) dovuta allo stato tossico e possibile versamento pericardico anche di tali dimensioni da condurre a uno shock cardiogeno (insufficienza cardiaca acuta e morte cardiaca improvvisa[1]).

L'uremia può presentarsi in associazione con patologie neurologiche.

## Terapia
Tutte queste complicanze sono identificabili dallo specialista e trattabili con opportuna terapia medica che ne attenua la gravità e allontana il momento in cui è necessario eseguire una terapia sostitutiva della funzione renale: dialisi o trapianto renale.